# Río Allones
El río Allones (en gallego, Anllóns) es un río del noroeste de la península ibérica que discurre por la provincia de La Coruña, en Galicia (España), y desemboca en la ría de Corme y Lage.

## Etimología
Para la etimología de Anllóns, se ha postulado su origen en *angulones, aumentativo del latín angulus 'ángulo', que haría referencia a los meandros del río en su parte final.

## Curso

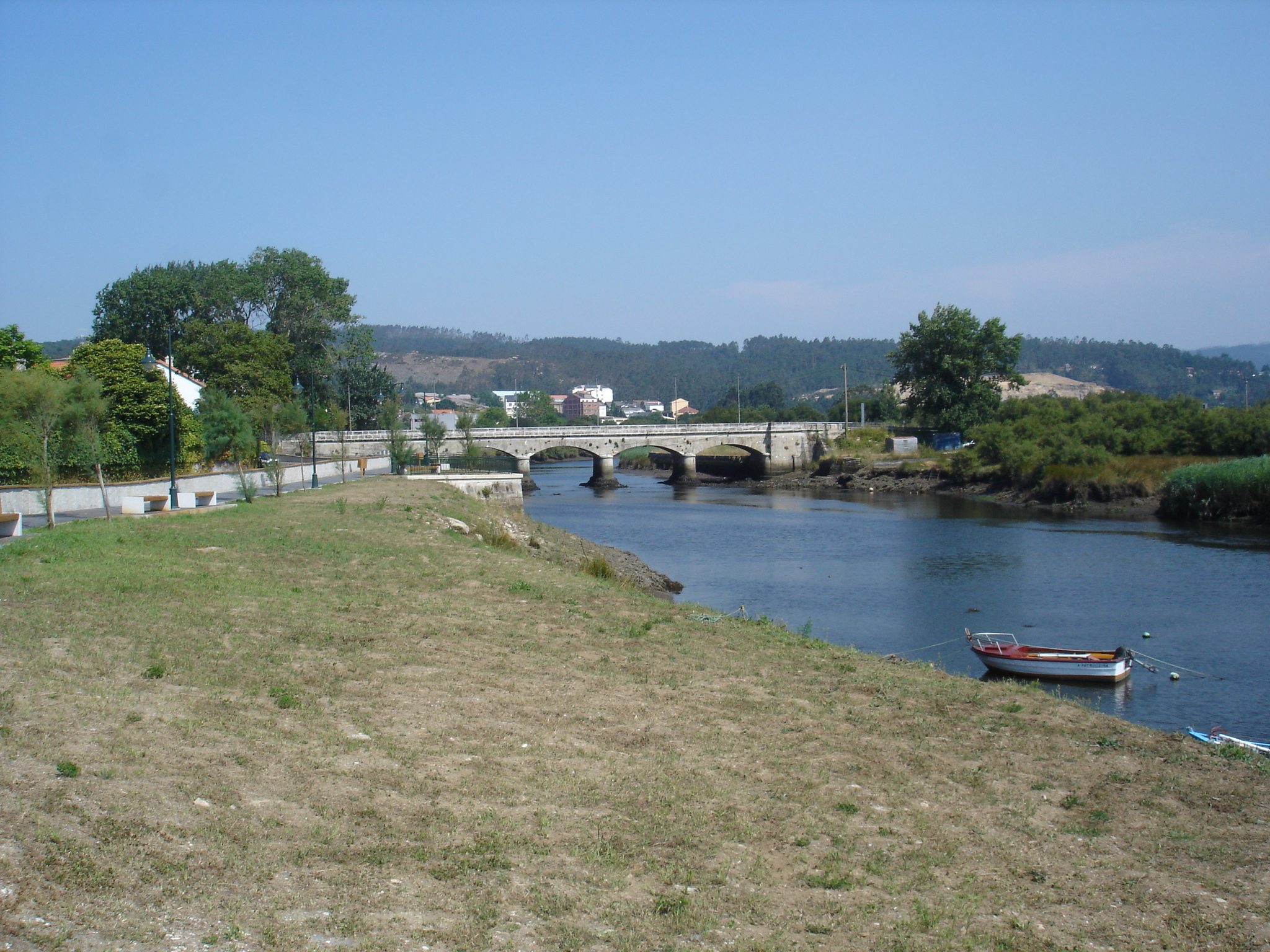
Puente sobre el río Allones.

El río Allones nace en la parroquia de Soandres, sierra de Montemayor (Laracha), a 480 metros de altitud, y desemboca en Canduas, en la ría de Canduas. Recorre 54,4 km de los concellos de Laracha, Cerceda, Carballo, Coristanco, Puenteceso y Cabana de Bergantiños. Su caudal medio es de 9.931 m³/s.
Aparece descrito en el segundo volumen del Diccionario geográfico-estadístico-histórico de España y sus posesiones de Ultramar de Pascual Madoz con las siguientes palabras:

ALLONES ó RIO GRANDE: r. en la prov. de la Coruña que nace entre los confines de los part. jud. de Ordenes y Carballo en la Braña de Zudre y fuente de Miguel Vilar. Su curso es perenne y de mas de 6 leg., engrosándose notablemente con las aguas que recibe en el tránsito. Toma varios nombres, segun las parr. que baña y otras que limita, siendo el mas general Allones, sin duda porque en sus inmediaciones termina. Desde su nacimiento corre en direccion al NNE. por el part. de Carballo, marcando una curva po rla parr. de Cerceda y sirve de linde con la de Soandres hasta dividir á esta de la de Enrobas, y separa en un pequeño trecho á Soandres de Meirama. Toma entonces la direccion al O. y recibe las aguas de Meirama, y atravesando por térm. de Soandres deja á esta parr. y pasa á la de Erboedo, separándola de la de Coiro por dist. de 1/2 cuarto de leg., quedando su igl. á la márg. izq. y Erboedo á la der., se dirige á la de Lesion y á la der. deja la igl. y todos sus l.: continúa por la de Torás, formando un triángulo; se introduce en las de Golmar y Vilaño que atraviesa muy cerca de su igl. Llega á la felig. de Berdillo y pasando á la de Lemayo, recorre un pequeño triángulo irregular entre Berdillo y Bertoa, quedando la igl. y toda la pobl. á la der. Sigue bañando por su izq. gran parte de monte y dos l. de Bertoa, y por la der. á la igl. y los demas l. de que se compone esta parr. Se introduce en el térm. de la de Carballo por entre la igl. y el l. de los Baños; continúa á Sisamo donde se le agrega otro r. mas fuerte llamado Puente de Lubian, que unidos siguen hasta el punto denominado de Barcia, donde dejan á la parr. de Oca á la izq.; y encontrando el puente de Ceide, que tiene tres ojos y sirve para la gente de á pie, separan la felig. de Javiña de la de Goyanes que queda á la der. formando lim. entre esta y la de Cances; corre entre las de Verdes y Ceréo, que deja á la izq., y entra en Tornes, á cuya parr. separa de la de Ceréo hasta el pozo de Sta. Marina, en cuyo punto finalizan los térm. de ambas: marcha despues separando los de Langueiron y Tallo á la der. de Corcoesto, que atraviesa, dejando á esta márg. el l. de Cardeso de la misma felig., y en donde está el puente de su nombre para gentes y caballerias. Corre en fin limitando las felig. de Esto y de ALlones, y dejando la igl. y pobl. á la márg. der., continúa sirviendo de lím. de Esto y Cesullas, como lo es tambien de la de Allones y Cospindo que quedan á la der. hasta mas abajo del puente Coso, en donde desagua en el mar Cantábrico, por la ria de los puertos de Lage y Corne. Produce este r. escelentes truchas y fertiliza con su riego todo el pais que recorre y desde la union con el Lubian, se pescan grandes y ricos salmones, reos y lampreas que tienen mucha estimacion en los pueblos y mercados inmediatos. Hay sobre este r. 6 puentes que se llaman Garga de Ceide, Verdeos, Dona, Cardeso, Albones y Ceso: los dos primeros y el último de piedra, y los tres restantes de madera; no obstante en lo general es vadeable en todo su curso.
(Madoz, 1845, p. 227)

## Aguas
Fue declarado Lugar de Importancia Comunitaria en 2001, y pasó a ser Zona Especial de Conservación en 2014. Recibe un gran número de riachuelos como el Graña, Quenxe, Acheiro, Abaixo, Queo o Bertoa durante su curso alto. Tras pasar el monte Neme recibe las aguas del Gándara, Bandeira, Vao, Galvar, Portece Matán. En el curso bajo, tras pasar Verdes, los rápidos hacen que acelere su velocidad, en esta zona recibe las aguas del Lourido, Puenteceso, Prados o Bouzas. Su afluente principal es el río Bardoso.

## En la cultura popular
La agrupación musical y cómica Poetarras creó en 2015 una canción, basada en "I'm Yours" de Jason Mraz, donde expone las cualidades del río.

## Galería

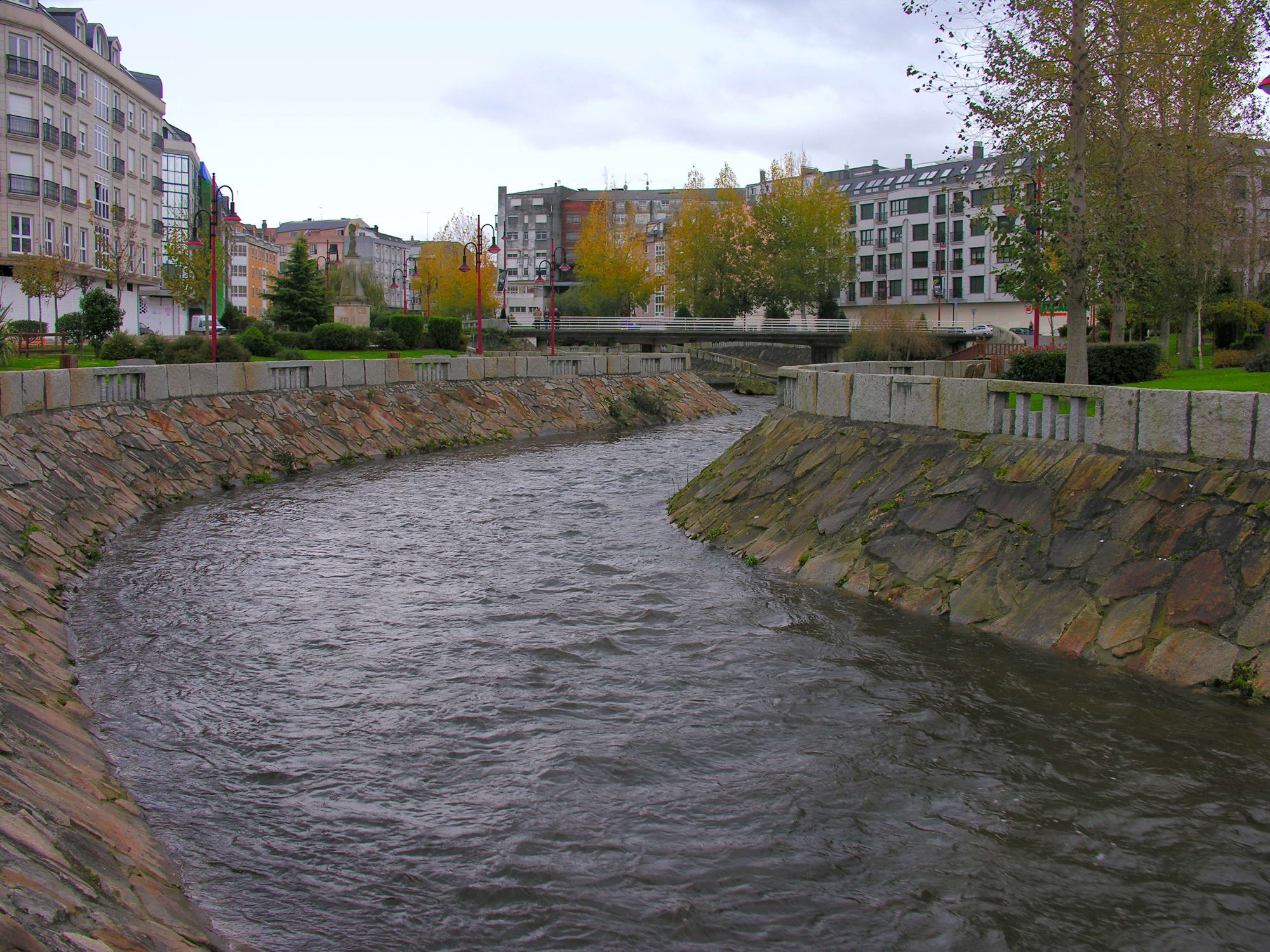
Parque del Allones en el centro de Carballo.
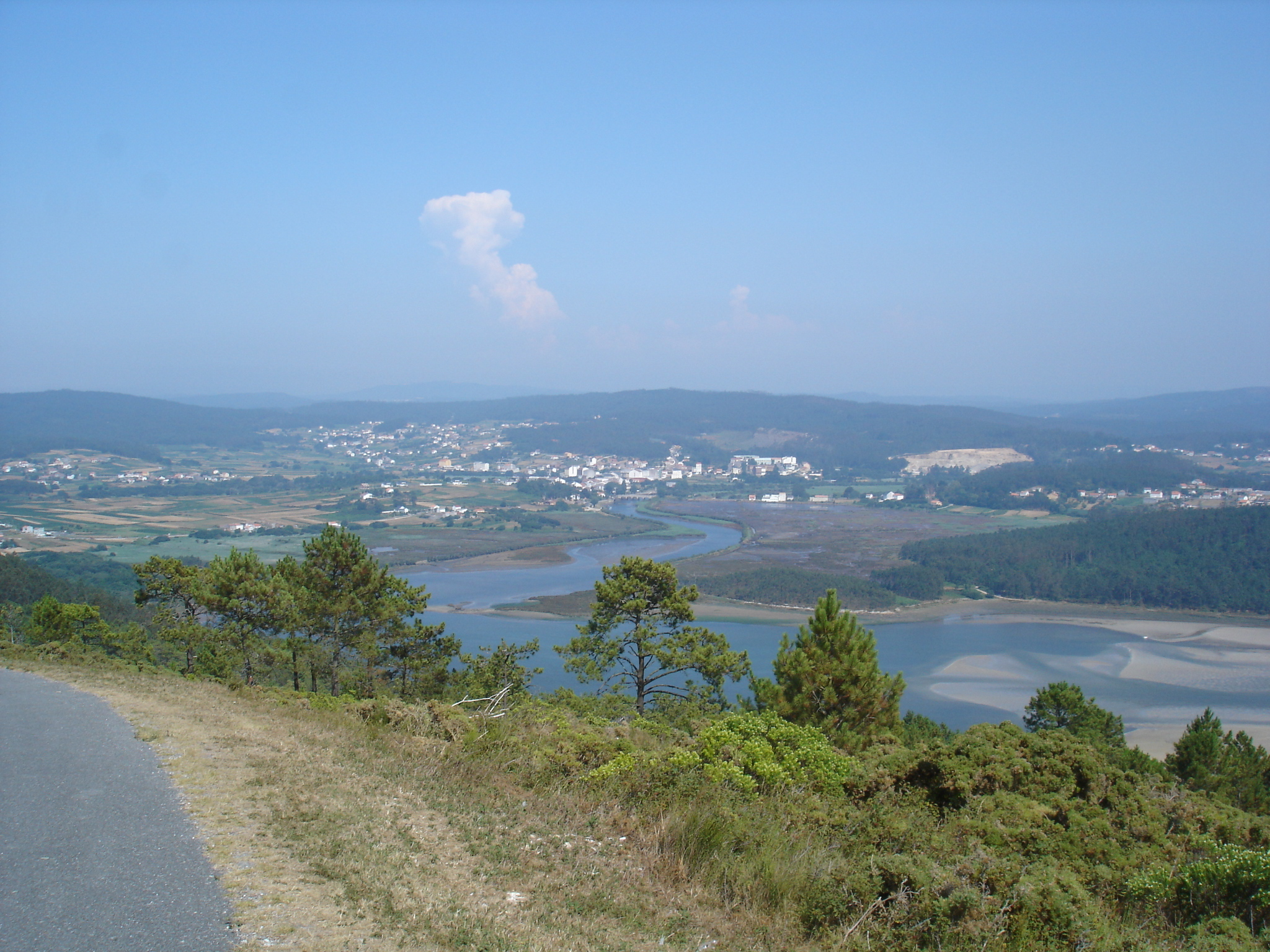
Vista de Puenteceso y el Allones desde el Monte Branco.
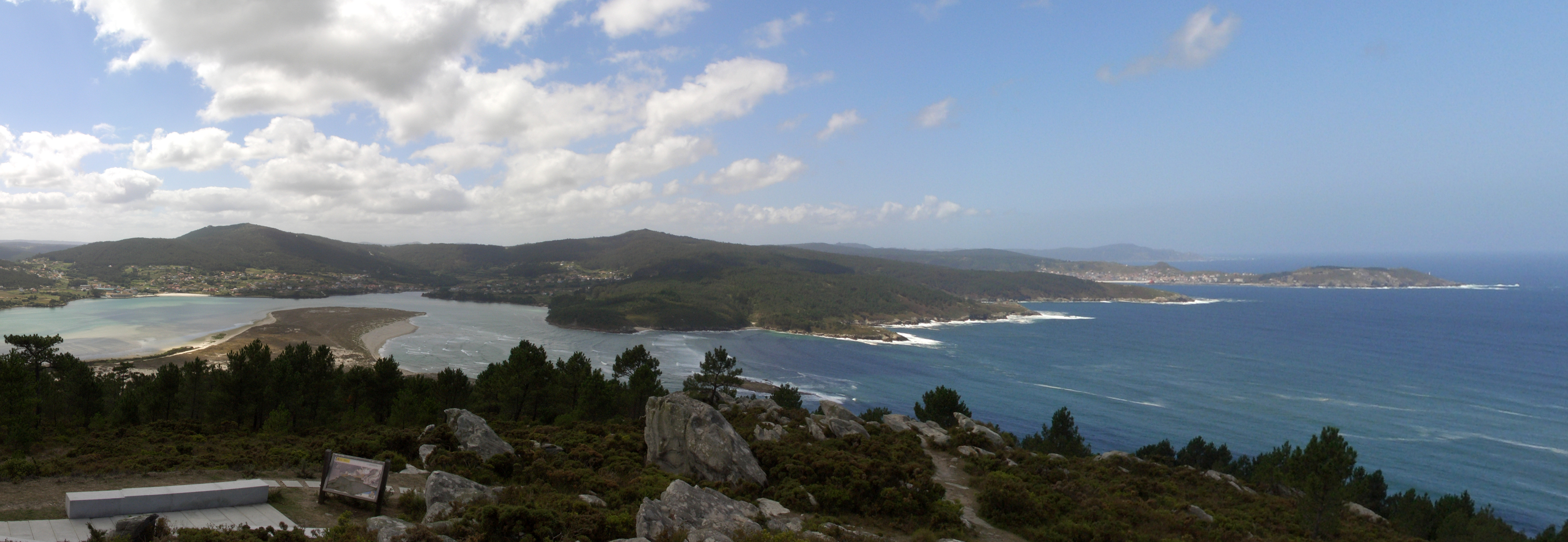
Desembocadura del Allones desde el Monte Branco.